# 伊斯法罕大學
伊斯法罕大學（波斯語： دانشگاه اصفهان）是伊朗伊斯法罕的一所國營大學。大學位於伊斯法罕的獨立廣場，在罕薩爾亦有一個校區。
伊斯法罕大學開設70個學科的本科生課程及55個領域的研究生課程，學生可以全讀或兼讀各個學士、碩士及博士課程。大學有12個學系、42個部門。伊斯法罕大學有超過500位全職教職員。學生方面，本科生有12000人，研究生有4500人，來自全國30個省份。本科生只錄取科學及高等教育部每年舉辦的全國入學試成績最好的10%考生。伊斯法罕大學設有多所研究中心。

## 歷史
伊斯法罕大學創立於1946年，是科學、人文學科及工程領域的主流大學之一。阿明醫院的一些醫生在1939年就提出了建立伊斯法罕大學的構思，醫院的董事會最終在1946年同意成立伊斯法罕高等醫學院。同年9年，時任伊斯法罕省衛生及醫療部部長耶爾韋赫講師在當地報章打廣告，為這所新的學院招收學生。學生起初在薩迪學校上課，隨後數年有更多的學生入讀，所以學校需要一個更大的校園容納越來越多的學生。伊斯法罕大學在1950年10月29日迎來了第一批在這裡上課的學生。醫科大學及新成立的醫學院、文學院亦併入伊斯法罕大學，並在隨後數年遷入主校園。大學在隨後開設人文學科、工程及醫科課程。後來，與醫科相關的學科從伊斯法罕大學分拆出開，在1985年另行成立一所獨立的大學，名為伊斯法罕醫科大學。

## 註腳
1. ↑  （波斯文）.   [2015-02-15]. （原始内容存档于2014-08-24）.
2. ↑  Hejazi & Saradj 2014，第86頁

## 外部連結
- 官方网站

32°36′58″N 51°39′38″E / 32.61611°N 51.66056°E